# 鸳鸯街道
鸳鸯街道，是中华人民共和国重庆市渝北区下辖的一个街道办事处，原为鸳鸯镇，2003年改设鸳鸯街道。

## 交通
- 鸳鸯站

## 行政区划
鸳鸯街道下辖以下地区：
丹鹤社区、白鹭社区、金奥社区委会、花沟村、黄桥村、岚峰村和葫芦村。